# Кладбища Ишимбая
Кладбища Ишимбая — захоронения, предназначенные для умерших жителей города Ишимбая.
На территории города расположены 6 православных, 6 мусульманских, 2 комплексных кладбищ, а также ликвидированное кладбище с братской могилой участников Великой Отечественной войны и мемориалом военнопленных. Также имеется отдельная могила первооткрывателя башкирской нефти А. А. Блохина, похороненного в одноимённом сквере в 1942 году.
В Реестре кладбищ г. Ишимбая числятся 13 кладбищ, обслуживаемых МБУ «Ишимбайская специализированная служба по вопросам похоронного дела» (ИССПД). В их число также входят погосты в Ишимбайском районе — Новое южное кладбище в Байгузинском сельсовете (расположено в районе с. Скворчиха, в 300 м от границы г. Ишимбая) и Новое северное кладбище в Урман-Бишкадакском сельсовете (расположено в районе д. Богдановки, в 3 км от границы г. Ишимбая), на которых в настоящее время главным образом хоронят умерших горожан.
Услуги по погребению на кладбищах оказываются юридическими лицами и индивидуальными предпринимателями, являющимися ритуальными агентствами, на основании гражданско-правовых договоров. В реестре предприятий, оказывающих ритуальные услуги, числятся ИССПД, ритуальные салоны «Ангел», «Вечность», «Память» и «Ритуал».

## История
В сентябре 2011 года Ишимбайская межрайонная прокуратура обратилась в суд с иском с требованием к администрации города Ишимбая создать специализированную муниципальную службу по вопросам похоронного дела.
В 2017 году при содействии общественного деятеля Д. В. Никулочкина Ишимбайская межрайонная прокуратура обязала администрацию г. Ишимбая и МУП «Асфальтобетонный завод» обеспечить на Центральном кладбище хозяйственное водоснабжение, установить общественный туалет выгребного типа и урны для сбора мусора, оборудовать площадку для мусоросборников. Зафиксированы случаи осквернения могил на кладбищах путём подзахоронения покойных внахлёст на существующие могилы.

## Православные кладбища
Центральное кладбище (т. н. «2-й километр») — закрытое, расположено на Кинзебулатовском шоссе. Проезд: автобусные маршруты № 4 (остановка «Кладбище»), 8 и 9 (остановка «Сады»). Захоронения производятся в родственные могилы. На кладбище имеется вода, часовня, действующая в поминальные дни. Внесено в Реестр кладбищ г. Ишимбая.
На кладбище захоронены многие видные деятели города Ишимбая, среди которых:
- Бородулина, Лидия Ивановна (1936—2021) — ишимбайская поэтесса.
- Волобуев, Степан Ильич (1916—1974) — первый директор Ишимбайского АТП.
- Долинин, Александр Николаевич — участник Парада Победы 1945 года.
- Кузнецов, Григорий Тимофеевич (1916—1947) — полный кавалер ордена Славы, командир отделения 1-го отдельного Краснознамённого сапёрного батальона 49-й Рославльской стрелковой дивизии 33-й армии 1-го Белорусского фронта, сержант. На могиле установлена стела
- Никулочкин, Дмитрий Степанович (1925—1991) — заслуженный рационализатор РСФСР (1971)[10], начальник установки комбинированного термического крекинга (с 1972 года — АТ-1) Ишимбайского НПЗ в 1965—1976-х гг. Автор свыше 85 рационализаторских предложений[11][12]
- Павлов, Иван Михайлович (1913—1991) — основатель ишимбайской художественной школы.
- Платонов, Максим Сергеевич — первый председатель исполкома Ишимбайского городского Совета депутатов трудящихся.
- Подосинкин, Борис Николаевич (1923—1971) — учитель географии школы № 5 в 1960-х годах, внештатный член географического общества СССР[13][14].
- Поляков, Владимир Николаевич (1930—2007) — председатель исполкома Ишимбайского городского Совета депутатов в 1965—1986-х годах.
- Смоленков, Фёдор Петрович (1908—1954) — буровой мастер, наряду с буровыми мастерами конторы турбинного бурения треста «Ишимбайнефть» Лукьяновым, Орловым и Бухаровым в 1940 году освоил бурение одновременно двух нефтяных скважин[15].

Новое южное кладбище (т. н. «13-й километр») — расположено в Скворчихинском сельсовете Ишимбайского района на 13-м километре автодороги 80Н-025 Ишимбай — Воскресенское — Мелеуз. В настоящее время основное действующее кладбище. Существуют проблемы с обслуживанием данного кладбища, в частности, расчисткой дорожек и его охраной. Внесено в Реестр кладбищ г. Ишимбая.
На кладбище захоронены видные деятели города Ишимбая, среди которых:
- Давыдов, Пётр Михайлович — нефтяник.
- Елёпин, Виктор Васильевич — глава администрации г. Ишимбая в 1994—2000-х годах.
- Осколков, Константин Владимирович.
- Рябов, Андрей Фёдорович — стрелок 592-го стрелкового полка 203-й стрелковой дивизии 12-й армии 3-го Украинского фронта, рядовой, звание Героя Советского Союза присвоено 22 февраля 1944 года[19].
- Фогель, Юрий Викторович — советский спортсмен. Позывной - UW9WK, с 1970 - UL7IAF. Бронзовый призёр Чемпионата СССР по радиосвязи на КВ телефоном. Мастер спорта СССР международного класса.
- Шимановский, Шевель Наумович (1917—2005) — нефтяник, почётный гражданин г. Ишимбая. Работал мастером по добыче нефти, старшим инженером отдела, главным инженером промысла треста «Ишимбайнефть» (1943—1952), начальником НГДУ «Ишимбайнефть» (1952—1979).

Восточное кладбище (т. н. «Кузьминовка») — действующее, расположено на окраине леса в черте микрорайона Кузьминовки города Ишимбая, среди деревьев. Проезд: автобусный маршрут № 4 (остановка «Конечная»). Внесено в Реестр кладбищ г. Ишимбая.
Новое юго-западное кладбище № 1 (т. н. «Перегонный») — действующее, расположено на горе в черте микрорайона Перегонного города Ишимбая. Проезд: автобусный маршрут № 1 (остановка «Сады»). Внесено в Реестр кладбищ г. Ишимбая.
Южное кладбище № 1 (т. н. «Нефтяник») — действующее, находится в районе станции 2-го водоподъёма, недалеко от пруда реки Терменьелги. Проезд: автобусный маршрут № 5 (остановка «Пруд»). Внесено в Реестр кладбищ г. Ишимбая.
Кладбище возле ручья Тукмак — кладбище из нескольких могил, находится южнее Кузьминовского пруда, на берегу ручья Тукмак. Не имеет ограждения и не обслуживается специализированной организацией.

## Мусульманские кладбища
Северное кладбище (т. н. «Кусяпкулово») — закрытое, расположено на пересечении Северной улицы и автодороги 80Н-026 Ишимбай — Красноусольский. Проезд: автобусный маршрут № 9 (остановка «Лесхоз»). Внесено в Реестр кладбищ г. Ишимбая.
На кладбище захоронены видные деятели города Ишимбая, среди которых:
- Саитов, Хамит Шагибакович — председатель исполкома Ишимбайского городского Совета депутатов трудящихся в 1951—1965-х годах.
- Сайранов Садык Уильданович (1917—1976) — Герой Советского Союза.

Новое северное кладбище (т.н. «Богдановка») — действующее, расположено в Урман-Бишкадакском сельсовете Ишимбайского района около деревни Богдановки, возле леса, в километре от трассы Ишимбай — Петровское. Новое кладбище, открытое в начале 2000-х годов. Внесено в Реестр кладбищ г. Ишимбая.
На кладбище захоронены видные деятели города Ишимбая, среди которых:
- Ахмадияров, Рашит Марбиевич — бывший председатель Ишимбайского территориального общества Союза ветеранов Афганистана.
- Салишев, Виль Махмутович — бывший председатель Ишимбайского общества ветеранов-пограничников.
- Янсапов Салават Валерьевич (1977—2000) — один из матросов, погибших на атомной подводной лодке «Курск»[26].

Новое юго-западное кладбище № 2 (т. н. «Перегонный-2») — действующее, расположено на горе в черте микрорайона Перегонного города Ишимбая. Проезд: автобусный маршрут № 1 (остановка «Конечная»). Внесено в Реестр кладбищ г. Ишимбая.
Северо-восточное кладбище (т. н. «Смакаево») — действующее, расположено в черте микрорайона Смакаево города Ишимбая. Проезд: автобусный маршрут № 3 (остановка «Конечная»). Внесено в Реестр кладбищ г. Ишимбая.
Южное кладбище № 2 (т. н. «Термень-Елга») — действующее, расположено в черте микрорайона Нефтяника города Ишимбая. Проезд: автобусный маршрут № 5 (остановка «Конечная»). Внесено в Реестр кладбищ г. Ишимбая.
Кладбище бывших деревень Ирек и Юрматы — находится возле границы с городом Салаватом, возле леса, недалеко от Ишимбайского завода нефтепромыслового оборудования. Не обслуживается специализированной организацией.

## Комплексные кладбища
Западное кладбище (т. н. «Левый берег») — действующее, находится на Индустриальном шоссе, недалеко от микрорайона Железнодорожного города Ишимбая. Проезд: автобусный маршрут № 7 (остановка «ИЗТМ»). Внесено в Реестр кладбищ г. Ишимбая.
Юго-западное кладбище (т. н. «Буранчино») — закрытое, расположено на обрыве возле старицы реки Белой, в черте микрорайона Перегонного города Ишимбая. Проезд: автобусный маршрут № 1 (остановка «Конечная»). Внесено в Реестр кладбищ г. Ишимбая.

## Могила А. А. Блохина в одноимённом сквере
Могила А. А. Блохина — почётное захоронение первооткрывателя башкирской нефти, инженера-геолога, профессора Алексея Александровича Блохина, расположенное в сквере им. А. А. Блохина.
А. А. Блохин скончался 6 октября 1942 года в городе Ишимбае от сердечного приступа. Ишимбайские власти и руководство «Башнефтекомбината» согласовали вопрос с семьёй геолога о захоронении его в Ишимбае. 
Об увековечивании памяти первооткрывателя ишимбайской нефти профессора Блохина А. А.
Постановили: учитывая исключительные заслуги профессора тов. Блохина А. А. в деле открытия ишимбайской нефти и его роль в создании Второго Баку исполком Ишимбайского городского Совета депутатов трудящихся решил:
1. Похороны тела умершего профессора Блохина А. А. провести в городском саду, расположенном между улиц Геологической, Механической, Бульварной и Молотова.
2. Просить СНК БАССР и Президиум Академии наук СССР в деле увековечения памяти профессора Блохина А. А. разрешить горисполкому построить памятник на могиле профессора Блохина А. А., для чего отпустить из бюджета текущего года средства.
3. Просить СНК БАССР возбудить ходатайство перед Правительством СССР об установлении персональных пенсий жене и детям умершего профессора Блохина А. А.

Председатель исполкома горсовета Платонов. Секретарь исполкома горсовета Леонтьева.Протокол исполкома Ишимбайского городского Совета депутатов трудящихся от 10.10.1942 № 49
В знак особого уважения тело Блохина решением председателя исполкома Ишимбайского горсовета депутатов трудящихся М. С. Платонова похоронили в городском сквере между улицами Геологической, Молотова, Бульварной и Механической, позже названном именем геолога. На могиле установили беломраморный обелиск в виде буровой вышки, спроектированный первым ишимбайским художником И. М. Павловым. 
В середине 2000-х годов глава администрации Ишимбайского района Р. Ф. Ибрагимов решил перенести захоронение А. А. Блохина в другое место, чтобы в сквере построить многоэтажный дом. Родственникам геолога навязали идею перезахоронения останков учёного на территорию ишимбайского мемориального комплекса «Вышка-бабушка». Потомки учёного не планировали тревожить прах и от предложения чиновников отказались, пожелав увезти останки в Москву и похоронить их в родственной могиле Блохиных на Ваганьковском кладбище. 25 апреля 2007 года обелиск демонтировали и экскаватором выкопали под ним землю. Присутствовали внуки и правнуки учёного. Под памятником останки не нашли, и чиновники пообещали родственникам Блохина их отыскать. Памятник увезли на территорию одного из предприятий, его пообещали установить в другом месте. 
В последующие годы проводились безуспешные поиски праха, к 2014 году части обелиска по-прежнему лежали на территории предприятия, куда их поместили после вскрытия могилы. Позже выяснилось, что из-за неоднократных перепланировок сквера памятник несколько раз переносили, поэтому точное место захоронения утратили. Под настойчивым влиянием общественности новые власти города и района отменили решение своих предшественников о строительстве дома в сквере и согласились благоустроить его территорию к 75-летнему юбилею города. Они также планировали восстановить надгробный обелиск на прежнее место. Однако из-за определённого чиновника в сквере отказалась обозначать могилу, а сделали его обычной зоной отдыха. В декабре 2014 года место обелиска заняла новая скульптура А. А. Блохина с двумя мемориальными стенами. Позднее родственники геолога просили вернуть обелиск в сквер и вписать его в текущую композицию, чтобы он представлял собой кенотаф. На данный момент обелиск не восстановлен.

## Ликвидированное кладбище
Православное кладбище на Зелёной улице — недействующее кладбище, находившееся на Зелёной улице (квартал улиц Губкина, Зелёной, Чкалова и Вахитова). Создано в 1940-е годы. В 1980-е годы местные власти решили ликвидировать кладбище и преобразовать его в парк, т. к. вокруг него построили многоэтажные жилые дома. Все желающие перезахоранивали останки своих родственников на другие кладбища. В начале 2000-х годов все надгробия были демонтированы. В центре кладбища построили часовню, на стенах которой должны были установить мемориальные доски с именами захороненных на кладбищах. Проезд: автобусные маршруты № 6, 8 и 10 (остановка «Филиал УГАТУ»). Внесено в Реестр кладбищ г. Ишимбая.
На территории кладбища сохранились мемориалы:
- Братская могила воинов Советской армии, умерших от тяжёлых ранений во время Великой Отечественной войны 1941—1945 годов — захоронение советских воинов, умерших в ишимбайских госпиталях № 2606 и 5920. В 1949 году на могиле установили обелиск. Объект включён в Единый госреестр объектов культурного наследия[38].

- Военный мемориал военнопленных — захоронение военнопленных немцев, венгров, австрийцев, румын, поляков и чехов, умершив в ишимбайских госпиталях. Объект состоит из чёрных христианских крестов и мемориального камня[38].

## Прочие кладбища
Кладбище у подножья горы Ташлыгыртау — кладбище из нескольких могил, находится в Ишимбайском районе, на границе города Ишимбая, в лесу, у подножья горы Ташлыгыртау, по пути в пещеру Колобок. Не имеет ограждения и не обслуживается специализированной организацией.